# Exeter (Nova Hampshire)
Exeter é uma cidade localizada no estado americano de Nova Hampshire, no Condado de Rockingham.

## Demografia
Segundo o censo americano de 2000, a sua população era de 14058 habitantes.

## Geografia
De acordo com o United States Census Bureau tem uma área de
51,9 km², dos quais 50,9 km² cobertos por terra e 1,0 km² cobertos por água.

## Localidades na vizinhança
O diagrama seguinte representa as localidades num raio de 20 km ao redor de Exeter.